# Антарктичний півострів

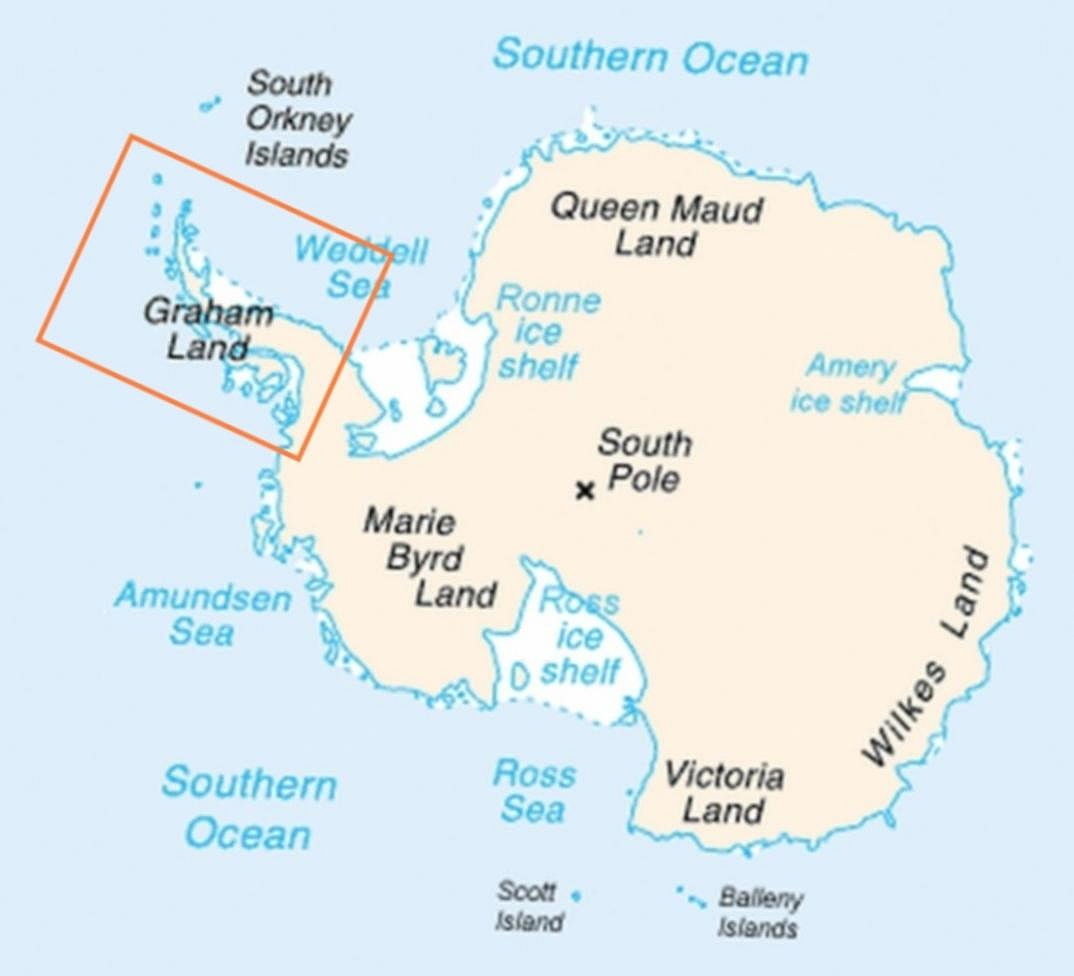
Півострів на карті Антарктиди

Антарктичний півострів (до 1961 року на радянських і англійських картах — Земля Ґреяма, на американських — півострів Палмера, на чилійських — Земля О'Гіггінса, на аргентинських — Земля Сан-Мартіна) — найбільший півострів континентальної Антарктиди, що простягається на північ від його південної межі (уявної лінії між мисом Адамс у морі Ведделла і точкою на південь від островів Еклунд у морі Беллінсгаузена (~74° південної широти) майже на 1300 км. Найпівнічніша точка півострова мис Прайм-Хед (63°13′ пд. ш. 57°17′ зх. д. / 63.217° пд. ш. 57.283° зх. д.) є також найпівнічнішою точкою материка. Північна частина півострова (від 68-ї до 63-ї паралелі) називається землею Грейама, південна (від 74-ї до 68-ї паралелі) — землею Палмера. Північна частина землі Грейама завдовжки близько 130 км, своєю чергою, зветься півострів Триніті.
За 1000 км від півострова, за протокою Дрейка, знаходиться південноамериканський архіпелаг Вогняна Земля. Висота льодовикового плато може досягати 1500—2000 м. На Антарктичному півострові розташована більша частина антарктичних наукових станцій.

## Географія

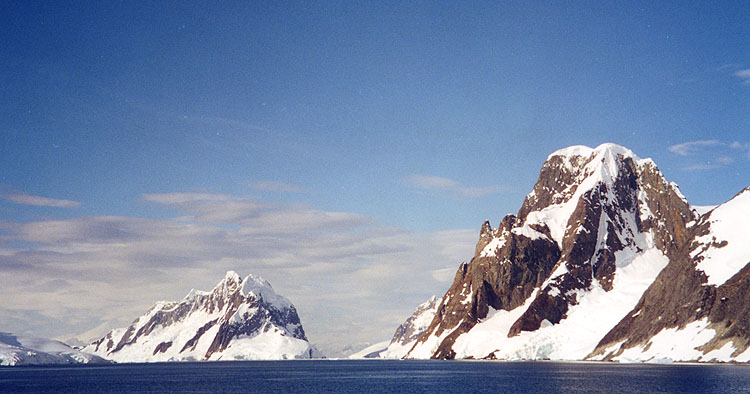
Острови і гори Антарктичного півострова

Рельєф півострова переважно гористий, найвищі точки досягають позначки понад 2800 м над рівнем моря. Найвищі гори: Кастро, Коман, Гілберт, Джексон, Гоуп, Вільям, Оуен і Скотт. Висота найвищої гори, Джексон, становить 3184 м. Гори півострова є продовженням південноамериканської гірської системи Анд і з'єднуються з ними підводним гірським хребтом. Саме цей факт є основою територіальних претензій на півострів з боку Аргентини й Чилі. Дуга Скоша — острівна дуга, яка пов'язує гори Антарктичного півострова з горами Вогняної Землі.
Більшу частину півострова займає антарктична тундра, а його льодовики переміщуються переважно у шельфовий льодовик Ларсена. Інші шельфові льодовики поблизу узбережжя півострова включають льодовик Георга VI, льодовик Вілкінс, льодовик Уорден і льодовик Бах. На схід від півострова розташовується великий шельфовий льодовик Фільхнера. На заході омивається водами моря Беллінсгаузена, а на півночі — водами моря Скоша.
Численні острови поблизу півострова головним чином покриті льодом і з'єднані з ним паковим льодом. Протока Антарктик-Саунд або Антарктична протока відокремлює півострів від групи островів Жуенвіль, а протока Георга VI відділяє його від найбільшого острова Антарктики — Землі Олександра I. Протока Жерлаш розділяє Антарктичний півострів і архіпелаг Палмер, розташований у його західних берегів. Канал Лемера відокремлює півострів від острова Бут. Частина Антарктичного півострова, що лежить на північ від лінії між мисами Джеремі і Агассис, носить назву Землі Ґреяама, а найпівнічніший край називається півостровом Триніті.

## Клімат
Клімат Антарктичного півострова є найм'якішим на всьому континенті. Найтепліший місяць — січень, із середніми температурами +1…+2 °C. Найхолодніший місяць — червень, з температурами −15…−20 °C.
Клімат західного узбережжя півострова характеризується як морський антарктичний і є найм'якішим. У цій частині температури перевищують позначку 0 °C протягом 3—4 місяців у році, а взимку рідко опускаються нижче −10 °C. На західному узбережжі південніше 68-ї паралелі, а також на північно-східному узбережжі півострова середньомісячні температури перевищують 0 °C лише 1—2 місяці, а середні температури взимку становлять близько −15 °C. Найхолоднішим кліматом характеризується південно-східна частина півострова.
Кількість опадів у різних районах півострова сильно розрізняється. Уздовж західного узбережжя, від крайньої північної точки до 68-ї паралелі, річний рівень опадів становить від 350 до 500 мм. Досить значна частина цих опадів випадає в літні місяці у вигляді дощу. На півдні західного узбережжя і на північно-східному узбережжі рівень опадів становить зазвичай менше 350 мм на рік. У східній частині півострова річний рівень опадів налічує лише 100—150 мм. Для порівняння, субантарктичні острови зазвичай мають рівень опадів від 1000 до 2000 мм на рік, тоді як внутрішні райони Антарктиди отримують менше 100 мм.

### Зміна клімату
Глобальне потепління здійснює помітний вплив на клімат півострова; тільки за другу половину XX століття середньорічна температура зросла на 2,5 °C. На шельфі поблизу Антарктичного півострова знаходиться льодовик Ларсена, розміри якого в останні роки різко скоротилися.
6 лютого 2020 року на станції Есперанса було зафіксовано найвищу за останні 59 років температуру +18,3 °C.

## Геологія
Антарктида була частиною суперконтиненту Гондвана. Відслонення цього часу містять ордовицькі та девонські граніти та гнейси, знайдені в затоці Скар і на півострові Йорг, тоді як кам'яновугільно-тріасова група півострова Триніті — осадові породи, що виходять на поверхню в затоці Надії і каналі Принца Густава.
Вулканічні породи Тихоокеанського вогняного кола вивергалися в юрському періоді з розпадом Гондвани та відслоненням у східній частині Землі Грема як відкладення вулканічного попелу. Вулканізм уздовж західної частини Землі Грема датується крейдяним періодом до теперішнього часу, а оголення знайдені вздовж протоки Жерлаш, каналу Лемера, Аргентинських островів і острів Аделаїда. Ці породи в західній частині Землі Грема містять андезитові лави та граніт і вказують на те, що Земля Грема була продовженням Анд. Ця лінія вулканів пов'язана із субдукцією плити Фенікс. Метаморфізм пов'язаний із цією субдукцією можна побачтити в метаморфічному комплексі Скотіа, на острові Елефант, а також на островах Кларенс і Сміт, Південні Шетландські острови.
Протока Дрейка відкрилася приблизно 30 млн років, коли Антарктида відокремилася від Південної Америки. Південні Шетландські острови відокремилися від Землі Грема приблизно 4 млн років тому, як вулканічний рифт, утворений у протоці Брансфілд. Три сплячі підводні вулкани вздовж цього розлому — Сокира, Три сестри та Орка. Острів Десепшн є діючим вулканом у південній частині цієї рифтової зони. Значні місця викопних решток пізньої юри — ранньої крейди: група скам'янілостей Блафф на острові Александр, ранньокрейдові відкладення на півострові Байерс на острові Лівінгстон і відкладення на острові Сеймур, що містять свідчення вимирання у крейдяному періоді.

## Історія

### Відкриття і назва
Достеменно невідомий хто першим побачив берег Антарктичного півострова. Ймовірно, це була Перша російська антарктична експедиція, очолювана Фаддеєм Беллінсгаузеном, що дослідила ці місця 27 січня 1820 року. Усього 3 дні по тому, 30 січня, Едвард Брансфілд і Вільям Сміт нанесли на карту частину півострова. Це була крайня північно-східна частина, названа пізніше півостровом Триніті. У 1832 році у півострова пропливав дослідник Джон Біско, який назвав його північну частину Землею Ґреяма. Хто першим причалив до берега півострова, теж невідомо. Швидше за все, це був мисливець на тюленів Джон Девіс.
У 1901—1904 роках Антарктичний півострів досліджував Отто Норденшельд, який очолював Шведську антарктичну експедицію. Він причалив до берега в лютому 1902 року. Судно Норденшельда «Антарктика» пізніше затонуло поблизу півострова; вся команда була врятована аргентинським судном. Британська експедиція «Земля Ґреяма», що дослідила частину півострова і проводила аерофотозйомку, довела, що Земля Ґреяма є не окремим архіпелагом, а частиною Антарктичного півострова.
У 1961 році 10-й Тихоокеанський науковий конгрес рекомендував присвоїти півострову назву «Антарктичний». У 1964 році це рішення підтримали профільні відомства Великої Британії і США. Так було вирішено давню суперечку між британцями, які використовували щодо цієї території назву «Земля Ґреяма», і американцями, називали її «Островом Палмера» або «Землею Палмера». З цього моменту назву «Земля Ґреяма» використовується для частини Антарктичного півострова на північ від лінії між мисами Джеремі й Агассис, а назву «Земля Палмера» — для частини, розташованої на південь від цієї лінії. Однак у Чилі півострів і після цього нерідко згадується як «Земля О'Гіггінс», а в Аргентині як «Тьерра-де-Сан-Мартин».

### Дослідницькі станції

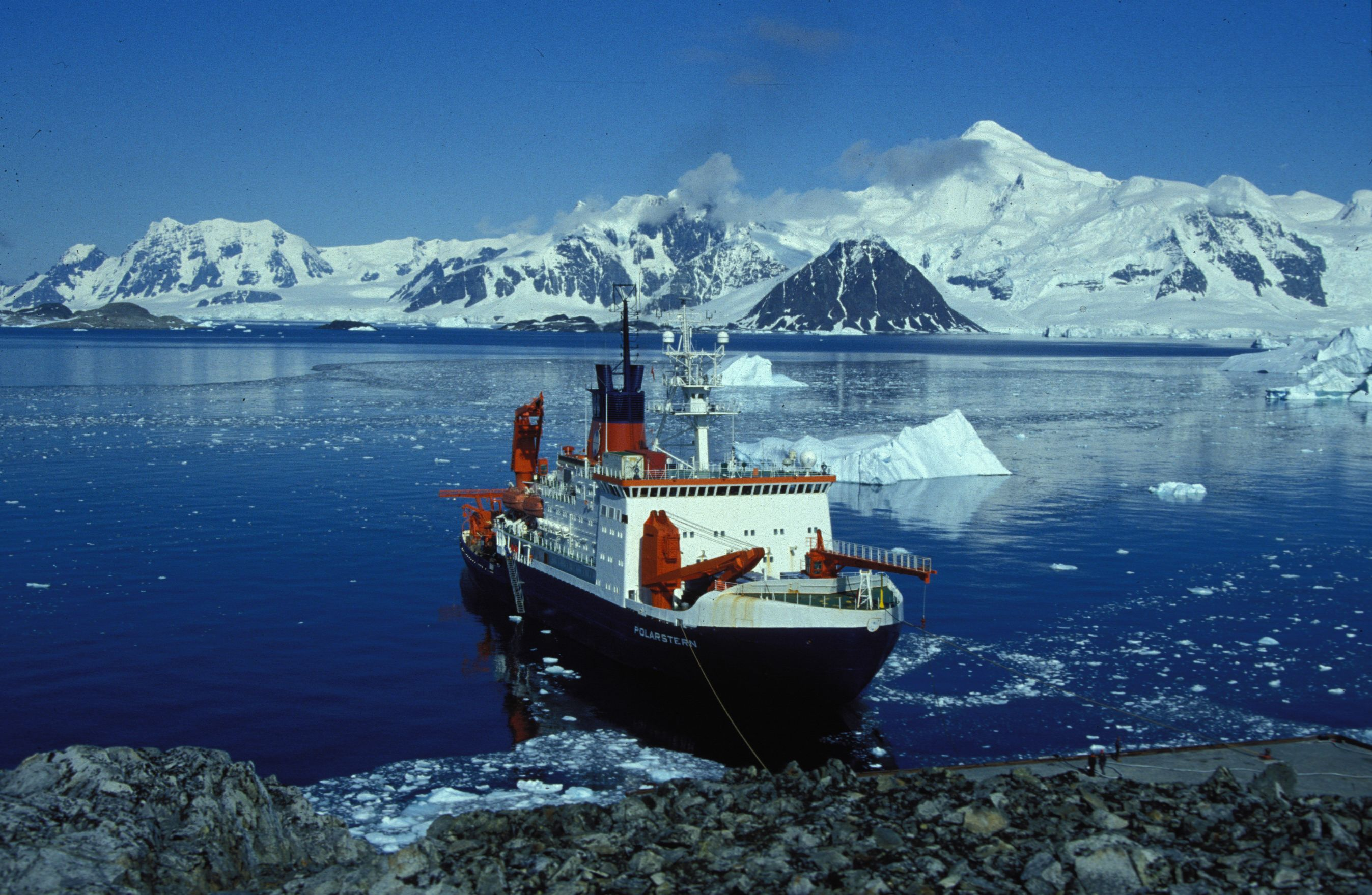
Дослідницьке судно поблизу антарктичної станції Ротера

На Антарктичному півострові та прилеглих островах відзначається найвища концентрація дослідних станцій у всій Антарктиді, що пояснюється м'яким кліматом цього регіону. Крім того, острови, що лежать поблизу півострова, найчастіше відвідуються туристичними судами. Дослідні станції на півострові та островах включають:
- О'Гіггінс (Чилі)
- Беллінсгаузен (Росія)
- Команданте Ферраз (Бразилія)
- Ротера (Велика Британія)
- Сан-Мартін (Аргентина)
- Марамбіо (Аргентина)
- Есперанса (Аргентина)
- Капітан-Артуро-Прат (Чилі)
- Арцтовській (Польща)
- Палмер (США)
- Великий мур (Китай)
- Академік Вернадський (Україна).

Є також безліч покинутих станцій різних держав. Зразки крижаних кернів і опадів з півострова використовуються для вивчення різних кліматичних змін, зокрема таких подій, як Малий льодовиковий період.
Аргентинська дослідницька станція Есперанса є місцем народження Еміліо Палми — першої людини, народженої в Антарктиді.

## Флора і фауна
Північною частиною півострова обмежений ареал квіткових рослин, що ростуть в Антарктиді (їх всього два види — Луговик антарктичний і Колобантус кіто). Площа антарктичних пустель на західному узбережжі півострова 400 км2.
У результаті глобального потепління на Антарктичному півострові почала активно формуватися тундра. За прогнозами вчених, через 100 років в Антарктиді можуть з'явитися перші дерева.